# Splot żylny maciczny

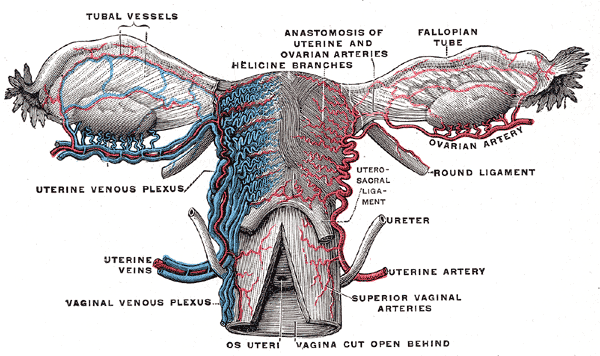
Naczynia narządów płciowych wewnętrznych u kobiety. Splot żylny maciczny podpisany uterine venous plexus

Splot żylny maciczny (łac. plexus venosus uterinus) – w anatomii człowieka splot żylny zbierający krew z macicy powstający z jej naczyń żylnych błony śluzowej oraz błony mięśniowej i z którego krew uchodzi do żyły macicznej.

## Przebieg
Parzysty splot żylny maciczny leży wewnątrz więzadła szerokiego macicy wzdłuż jej brzegów. Powstaje z naczyń żylnych błony śluzowej macicy, które następnie w  jej błonie mięśniowej wytwarzają większe naczynia, które łączą się przy brzegu macicy wytwarzając splot, który wytwarza żyłę maciczną. 

## Zespolenia
- splot żylny pęcherzowy
- splot żylny odbytniczy
- splot żylny pochwowy
- żyła jajnikowa

## Zastawki
Splot żylny maciczny nie posiada zastawek. 